# 801 Grand
801 Grand (manchmal auch Principal Building) ist der Name und gleichzeitig die Adresse eines Wolkenkratzers in Des Moines, Iowa. Es wurde nach zwei Jahren Bauzeit im Jahre 1991 fertiggestellt. Es ist 190 Meter (630 ft) hoch, was es zum höchsten Gebäude der Stadt und in ganz Iowa macht. Es wurde vom bekannten Architektenbüro Hellmuth, Obata + Kassabaum entworfen und zählt 40 Stockwerke. Das Dach besteht aus Fliesen gefertigt aus Kupferblech. Über die Zeit hinweg sollte es eine Art Deckel mit grünem Schimmer annehmen, wie es bei der Freiheitsstatue der Fall war. Aufgrund des geringen Salzanteils der Luft in Des Moines ist dieser Effekt jedoch nicht zu Stande gekommen. Die Bleche verfärbten sich nicht grün, sondern dunkelbraun. Es gab Diskussionen, die oberste Schicht abzutragen und den Effekt künstlich zu erzeugen, jedoch einigte man sich darauf, das Dach so zu belassen, wie es ist.
Das Gebäude dient zumeist Bürozwecken. Ein Großteil der Büroflächen wird vom Eigentümer, der Principal Financial Group, genutzt. In den untersten drei Stockwerken befinden sich Flächen für Einzelhandel und Gastronomie, und sie besitzen Anschluss an das städtische Skywalk-Netz. Unter den Mietern befinden sich außerdem Anwaltskanzleien.